# 원시역
원시역(元時驛, Wonsi station)은 경기도 안산시 단원구 원시동에 있는 수도권 전철 서해선의 전철역이다. 이 역부터 시흥시청역까지 지하 구간이다. 심야에 2편성이 주박한다. 향후 신안산선이 개통되면 환승역이 될 예정이다.
송산차량사업소가 2024년 11월 2일에 완공되었지만 시화철교 미완공으로  시흥차량사업소 입·출고를 위해, 이 역에서 시·종착한다.

## 연혁
- 2013년 10월 21일: 사업용 철도노선 고시 및 원시역으로 역명 결정[1]
- 2018년 4월 6일: 철도거리표 고시[2]
- 2018년 6월 16일: 수도권 전철 서해선 소사 ~ 원시 구간 개통과 함께 영업 개시[3]

## 역 구조
출구 2개가 산단로의 양쪽에 하나씩 있다. 지하 1층은 양쪽 출구와 승강장을 연결하는 통로 역할을 하고 있다. 지하 2층에는 대합실과 승강장이 있다. 대합실과 개찰구가 양쪽 승강장에 별개로 분리되어 있어, 반대편 승강장으로 횡단이 불가하다.

### 승강장
2면 2선의 상대식 승강장을 갖추고 있다. 승강장에는 스크린도어가 설치되어 있다.
| ↑ 시우    |
| \| 하     |
| 시.종착 ↓ |

| 1 | ● 수도권 전철 서해선 | 초지 · 시흥시청 · 소사 · 김포공항 · 대곡 · 일산 방면 |
| 2 | ● 수도권 전철 서해선 | 당역종착                                             |

## 역 주변
- 반월국가산업단지 (안산스마트허브)
- 전망대공원
- 별망성지

## 사진

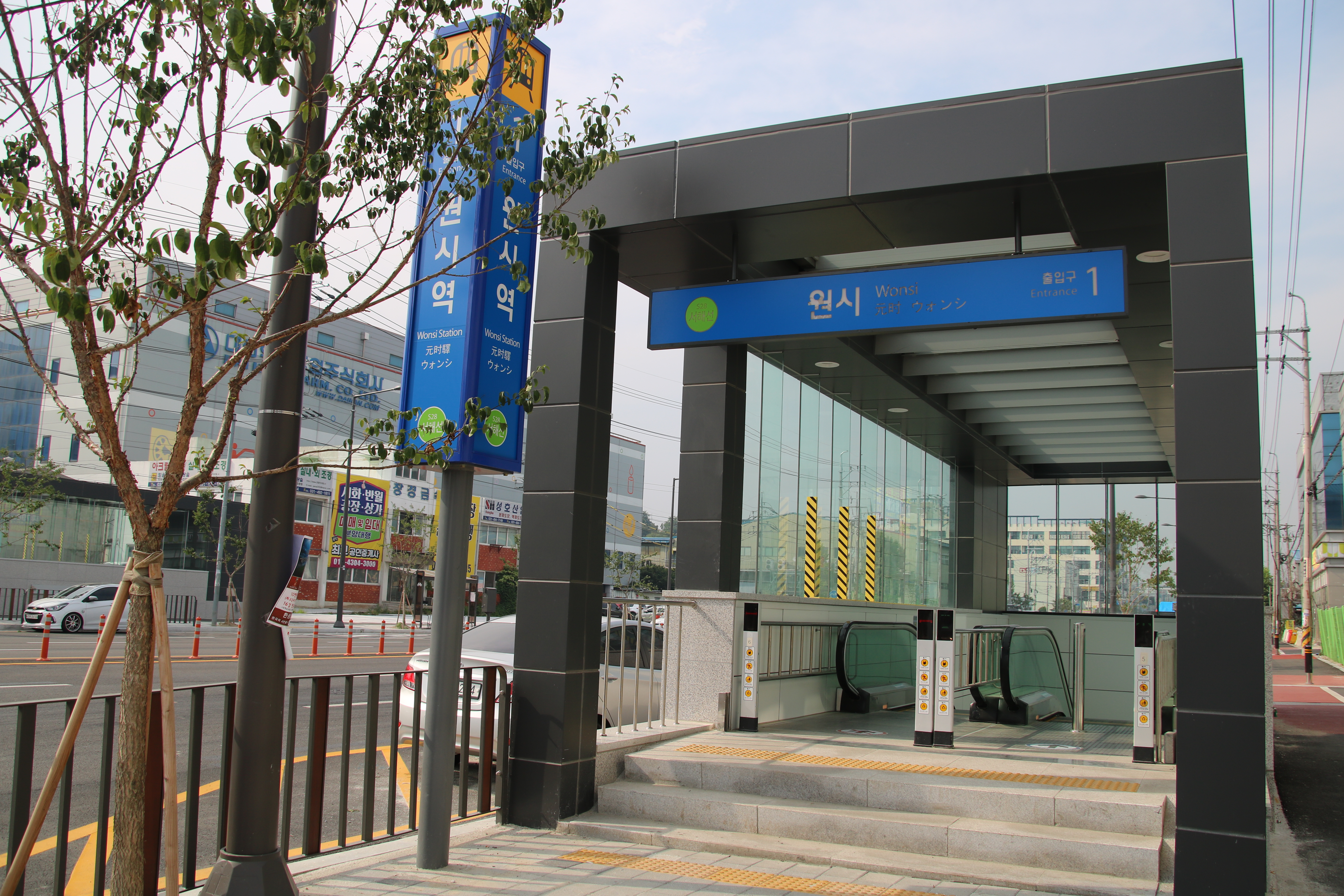
1번 출입구
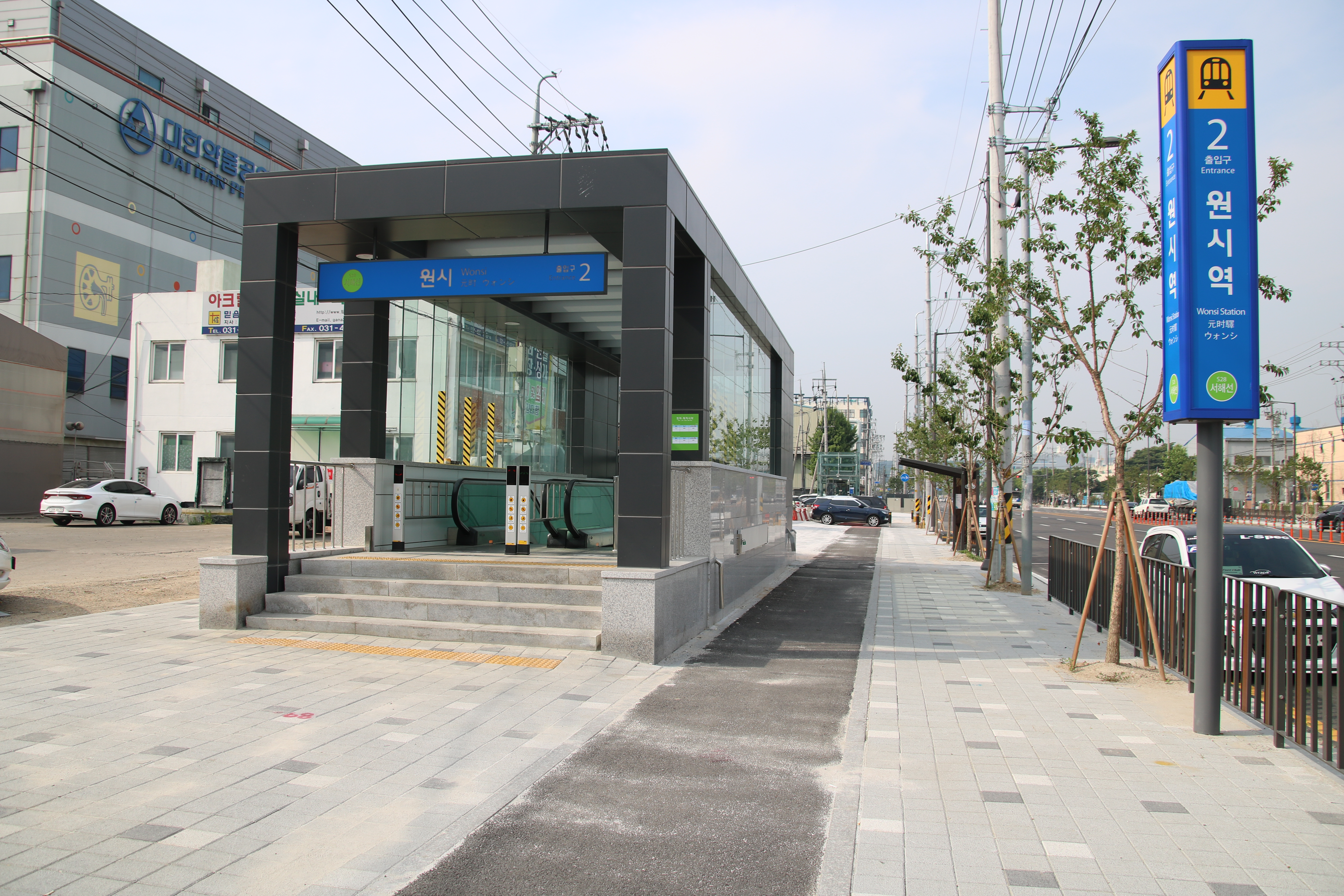
2번 출입구
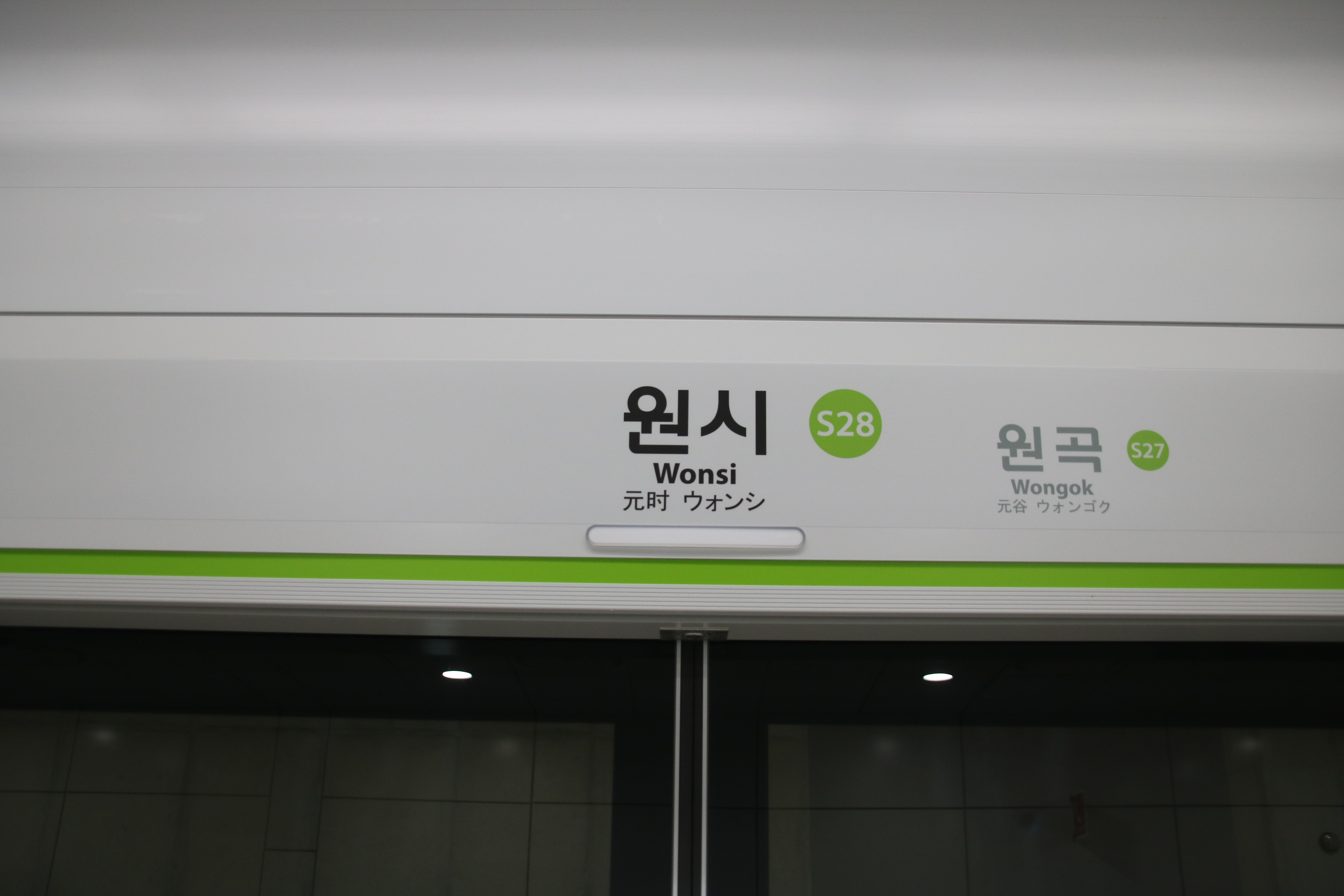
스크린도어 역명판

## 이용객 변동
| 노선   | 일평균 인원수 (명/일) | 일평균 인원수 (명/일) | 일평균 인원수 (명/일) | 일평균 인원수 (명/일) | 일평균 인원수 (명/일) | 각주  |
| 노선   | 2018년                | 2019년                | 2020년                | 2021년                | 2022년                | 각주  |
| ------ | --------------------- | --------------------- | --------------------- | --------------------- | --------------------- | ----- |
| 서해선 | 2,191                 | 2,682                 | 2,591                 | 1,842                 | 1,960                 | [ 5 ] |

## 인접한 역
| 수도권 전철 서해선 | 수도권 전철 서해선   | 수도권 전철 서해선 |
| ------------------ | -------------------- | ------------------ |
| S27 시우 일산 방면 | ● 수도권 전철 서해선 | 시·종착역          |